# Usagi Yojimbo
Usagi Yojimbo — 兎用心棒 (en japonais, « Le lapin garde du corps ») est une série de comics créée par Stan Sakai.

## Synopsis
Les aventures de ce lapin samouraï se déroulent au Japon au début de la période Edo (début du XVIIe siècle). Il s'agit d'un comic (pas un manga) anthropomorphique où les humains sont remplacés par des animaux. 
Le héros est un rōnin, Miyamoto Usagi, qui parcourt le pays en shogyusha (pèlerinage guerrier), monnayant parfois ses services de garde du corps.
La bande dessinée est un recueil de plusieurs histoires à durée temporelle variable avec en toile de fond une intrigue plus profonde qui court tout au long de la série.

## Personnages principaux
Miyamoto Usagi : Rōnin solitaire, Usagi parcourt le Japon à pied dans une quête appelée « pèlerinage du guerrier » à la suite de la perte de son seigneur et maître Mifune (seigneur de la province du Nord) alors en guerre contre le « sombre » seigneur Hikiji. Ses pérégrinations le mènent à de multiples rencontres avec différents personnages dont certains deviendront récurrents. Bien qu'appartenant à la caste des samouraïs et étant un strict disciple du bushido (code des guerriers), Usagi se mêle, respecte et parfois se lie d'amitié avec l'ensemble de la population. Son ouverture d'esprit le conduit ainsi à demander pardon chaque fois qu'il est en tort même face à des membres "inférieurs" (selon les critères de l'époque) de la société. D'un naturel généreux et plein de bonté il n'hésite néanmoins jamais quand vient le temps de se battre. Vagabond dans une période où la vie est difficile pour tous, il se trouve ainsi régulièrement mêlé à des bagarres, combats ou duels avec des adversaires aussi divers que des bandits, des samouraïs ou encore des shinobis (ninjas). Usagi sort majoritairement vainqueur de ses combats et ce grâce à ses prodigieux talents de bretteur et à son style si particulier hérité de son maître Katsuichi.
Gennosuke : Chasseur de primes, il s'est lui-même autoproclamé meilleur ami d'Usagi. Gennosuke est lui aussi un vagabond constamment sur la route à la recherche de bandits dont la capture lui permet d'empocher des récompenses substantielles. Au fil de ses voyages Gennosuke rencontre parfois Usagi avec qui il lui arrive de coopérer. Ils ne restent néanmoins jamais très longtemps ensemble et se séparent au croisement d'un chemin avant de poursuivre leurs périples solitaires. D'un naturel bourru et grognon, Gennosuke sait néanmoins faire preuve de générosité en certaines occasions ce qui renforce l'amitié que lui porte Usagi et a le don de l'énerver chaque fois qu'on lui rappelle ce « travers » de sa personnalité. Excellent bretteur lui aussi, Gennosuke possède un style totalement différent de celui d'Usagi. Ce dernier ayant souvent recours à son wakizashi (épée courte) en plus de son katana (épée longue), Gennosuke préfère manier le fourreau de son katana en plus de celui-ci.

## Commentaires
Le personnage d'Usagi a été inspiré par le célèbre guerrier Miyamoto Musashi, et l'ambiance des histoires est beaucoup influencée par les films du réalisateur Akira Kurosawa.
Les livres sont constitués de courtes aventures, avec une histoire plus longue en trame de fond. Les aventures s'inspirent beaucoup du folklore et des traditions japonaises, en incluant parfois des créatures mythiques locales. L'architecture, les vêtements, les armes et de nombreux objets sont dessinés en respectant scrupuleusement le style de l'époque. On rencontre souvent divers éléments d'art ou d'artisanat japonais, comme des cerfs-volants, des sabres et de la poterie. Ainsi Usagi rentre-t-il accidentellement en possession de la légendaire épée Kusanagi au cours de l'une de ses plus longues aventures.
Comme pour beaucoup de dessinateurs, le style de Stan Sakaï a beaucoup évolué au cours de la saga. En fin de série, le physique de certains personnages dont Katsuichi n'ont plus beaucoup à voir avec leur apparence initiale.
Usagi Yojimbo apporte énormément de détails sur la vie et les mœurs du Japon médiéval. En le lisant, le lecteur s'imprègne petit à petit de l'environnement dans lequel évolue le personnage jusqu'à arriver à une compréhension assez complète et très fidèle de la mentalité des habitants du Japon médiéval. La lecture permet d'approcher des concepts très forts tels que le système de castes sociales ou l'honneur au sens japonais du terme. Le héros étant lui-même en quête de compréhension, le ton est toujours neutre et permet au lecteur de se forger une opinion qui lui est propre.

### Comicaméricain, pas manga
Malgré son nom japonais, l'auteur Stan Sakai est américain de troisième génération. Quand il a créé Usagi Yojimbo, il a suivi la tendance commencée par les Tortues Ninja, c'est-à-dire une BD américaine en noir et blanc avec des animaux anthropomorphes, sans aucun contact ou référence avec les mangas japonais, qui à l'époque étaient peu connus aux États-Unis.
Cependant, Usagi Yojimbo est souvent qualifié à tort de manga, même si on n'y retrouve aucune des principales caractéristiques de ce type de bande dessinée (abondance de lignes cinétiques, grands yeux détaillés, découpage irrégulier, etc.). 

## Publications
Le lapin samouraï a fait sa première apparition dans l'anthologie Albedo Anthropomorphics, puis dans la série de l'éditeur Fantagraphics Books « Critters », avant d'avoir sa propre série. Aux États-Unis, la série a été publiée chez trois éditeurs différents : Fantagraphics (volume 1 ; 38 numéros plus un spécial été et quatre spéciaux en couleurs), Mirage Comics (volume 2 ; 16 numéros), et Dark Horse Comics (à partir du volume 3 jusqu'au volume 33). Depuis 2019, les fascicules mensuels sont publiés aux États-Unis chez IDW, en couleurs (nouvelle série). En France, Usagi Yojimbo est publié aux Éditions Paquet depuis 2001 d'abord dans un format plus grand que le format « comics » original puis dans un format poche. La série a également été publiée dans le magazine trimestriel Manga Kids Plus (MK+) de 2006 à 2008 (numéros 8 à 12).
De plus, Stan Sakai a réalisé une série dérivée (spin off) appelée Space Usagi qui reprend les personnages de la série originale transposés dans un monde futuriste mais qui reste similaire sur de nombreux points au Japon féodal.
Usagi a aussi fait quelques apparitions dans les aventures des Tortues Ninja (dans les comics, les dessins animés et les jouets), et les Tortues Ninja lui ont elles aussi prêté main-forte dans ses aventures. Un projet d'adaptation de Space Usagi en dessin animé était en route, mais l'échec de Bucky O'Hare and the Toad Wars a provoqué son abandon.
La série a remporté deux Eisner Award pour le Meilleur lettreur et le Meilleur espoir en 1996 et un autre pour la Meilleure histoire publiée sous forme de feuilleton en 1999.

## Publications en français

### Grand format
1. Usagi Yojimbo  (ISBN 2-940199-59-0) (novembre 2001)
2. Usagi Yojimbo  (ISBN 2-940199-70-1) (février 2002)
3. Usagi Yojimbo  (ISBN 2-940199-75-2) (avril 2003)
4. La conspiration du dragon rugissant.  (ISBN 2-940334-41-2) (septembre 2004)

### Petit format
1. Premier volume  (ISBN 2-940334-98-6) (mai 2005)
2. Deuxième volume  (ISBN 2-940334-99-4) (mai 2005)
3. Troisième Volume  (ISBN 2-88890-002-5) (mai 2005)
4. Quatrième volume  (ISBN 2-88890-005-X) (mai 2005)
5. Cinquième volume  (ISBN 2-940334-89-7) (mai 2005)
6. Sixième volume  (ISBN 2-88890-027-0) (septembre 2005)
7. Septième volume  (ISBN 2-88890-044-0) (janvier 2006)
8. Huitième volume  (ISBN 2-88890-045-9) (août 2006)
9. Neuvième volume  (ISBN 2-88890-068-8) (octobre 2006)
10. Dixième volume  (ISBN 978-2-88890-139-6) (janvier 2007)
11. Onzième volume  (ISBN 978-2-88890-165-5) (mars 2007)
12. Douzième volume  (ISBN 978-2-88890-213-3) (juin 2007)
13. Treizième volume  (ISBN 978-2-88890-226-3) (septembre 2007)
14. Quatorzième volume  (ISBN 978-2-88890-247-8) (février 2008)
15. Quinzième volume  (ISBN 978-2-88890-256-0) (janvier 2009)
16. Seizième volume  (ISBN 978-2-88890-260-7) (mars 2009)
17. Dix-septième volume  (ISBN 978-2-88890-297-3) (mai 2009)
18. Dix-huitième volume  (ISBN 978-2-88890-320-8) (août 2009)
19. Dix-neuvième volume  (ISBN 978-2-88890-321-5) (novembre 2009)
20. Vingtième volume  (ISBN 978-2-88890-330-7) (avril 2010)
21. Vingt et unième volume  (ISBN 978-2-88890-454-0) (novembre 2011)
22. Vingt-deuxième volume  (ISBN 978-2-88890-455-7) (janvier 2012)
23. Vingt-troisième volume  (ISBN 978-2-88890-456-4) (mars 2012)
24. Vingt-quatrième volume  (ISBN 978-2-88890-457-1) (août 2012)
25. Vingt-cinquième volume  (ISBN 978-2-88890-458-8) (avril 2013)
26. Vingt-sixième volume  (ISBN 978-2-88890-713-8) (septembre 2015)
27. Vingt-septième volume  (ISBN 978-2-88890-729-9) (octobre 2016)
28. Vingt-huitième volume  (ISBN 978-2-88890-825-8) (mars 2017)
29. Vingt-neuvième volume  (ISBN 978-2-88890-884-5) (août 2019)
30. Trentième volume  (ISBN 978-2-88890-885-2) (décembre 2019)
31. Trente et unième volume  (ISBN 978-2-88934-050-7) (novembre 2023)
32. Trente-deuxième volume  (ISBN 978-2-88932-376-0) (mai 2024)
33. Trente-troisième volume  (ISBN 978-2-88932-377-7) (janvier 2025)

## Publications en version originale
1. The Ronin.  (ISBN 1-56097-132-0) (HC[1]);  (ISBN 0-930193-35-0) (TPB[2]).
2. Samurai.  (ISBN 1-56097-074-X) (HC);  (ISBN 0-930193-88-1) (TPB).
3. The Wanderer's Road.  (ISBN 1-56097-185-1) (HC);  (ISBN 1-56097-009-X) (TPB).
4. The Dragon Bellow Conspiracy.  (ISBN 1-56097-055-3) (HC);  (ISBN 1-56097-063-4) (TPB).
5. Lone Goat and Kid.  (ISBN 1-56097-084-7) (HC);  (ISBN 1-56097-088-X) (TPB).
6. Circles.  (ISBN 1-56097-147-9) (HC);  (ISBN 1-103-88653-3) (TPB).
7. Gen's Story.  (ISBN 1-56097-305-6) (HC);  (ISBN 1-56097-304-8) (TPB).
8. Shades of Death.  (ISBN 1-56971-259-X) (TPB).
9. Daisho.  (ISBN 1-56971-292-1) (TPB).
10. The Brink of Life and Death.  (ISBN 1-56971-297-2) (TPB).
11. Seasons.  (ISBN 1-56971-375-8) (TPB).
12. Grasscutter.  (ISBN 1-56971-413-4) (TPB).
13. Grey Shadows.  (ISBN 1-56971-459-2) (TPB).
14. Demon Mask.  (ISBN 1-56971-523-8) (TPB).
15. Grasscutter II—Journey to Atsuta Shrine.  (ISBN 1-56971-660-9) (TPB).
16. The Shrouded Moon.  (ISBN 1-56971-883-0) (TPB).
17. Duel at Kitanoji.  (ISBN 1-56971-973-X) (TPB).
18. Travels with Jotaro.  (ISBN 1-59307-220-1) (TPB).
19. Fathers And Sons.  (ISBN 1-59307-320-8) (HC);  (ISBN 1-59307-319-4) (TPB).
20. Glimpses of Death.  (ISBN 1-59307-549-9) (TPB).
21. The Mother of Mountains.  (ISBN 1-59307-783-1) (TPB).
22. Tomoe's Story.  (ISBN 9781593079475) (TPB).
23. Bridge of Tears.  (ISBN 978-1-59582-298-7) (TPB).
24. Return of the Black Soul.  (ISBN 978-1-59582-472-1) (TPB)
25. Fox Hunt.  (ISBN 978-1-59582-726-5) (TPB)
26. Traitors of the Earth.  (ISBN 978-1-59582-910-8) (TPB).
27. A Town Called Hell.  (ISBN 978-1-59582-970-2) (TPB)
28. Red Scorpion.  (ISBN 978-1-61655-398-2) (TPB).
29. Two Hundred Jizo.  (ISBN 978-1-61655-840-6) (TPB).
30. Thieves and Spies.  (ISBN 978-1-50670-048-9) (TPB).
31. The Hell Screen.  (ISBN 978-1-50670-187-5) (TPB).
32. Mysteries.  (ISBN 978-1-50670-585-9) (HC).
33. The Hidden.  (ISBN 978-1-50670-852-2) (TPB)

- The Art of Usagi Yojimbo: 20th Anniversary Edition.  (ISBN 1-59307-268-6).
- Space Usagi.  (ISBN 1-56971-290-5).
- Senso.  (ISBN 978-1-61655-709-6) (HC).
- Yokai.   (ISBN 978-1-59582-362-5) (HC).
- Legends.  (ISBN 978-1-50670-323-7) (TPB).

## Produits dérivés
- Deux jeux de rôle ont été tirés de la bande dessinée (voir Usagi Yojimbo (jeu de rôle)).
- Firebird a édité en 1988 le jeu vidéo éponyme nommé Samurai Warrior: The Battles of Usagi Yojimbo, sur Amstrad CPC, Commodore 64 et Spectrum ZX.